# Marcel Sieberg
Marcel Sieberg (født 30. april 1982 i Castrop-Rauxel) er en tidligere tysk professionel landevejsrytter.